# Caterina Vitale
Caterina Vitale (Griekenland, 1566 – Syracuse, 1619) was de eerste vrouw die werkzaam was als apotheker en scheikundige in Malta, en was eveneens de eerste vrouwelijke apotheker binnen de Hospitaalridders.
Caterina Vitale, afkomstig uit Griekenland, trouwde als tiener met Ettore Vitale, een apotheker voor de Hospitaalridders. Na zijn overlijden in 1590 erfde ze zijn apotheek en de verantwoordelijkheid voor de levering aan de Sacra Infermeria. Ze werd erkend als een succesvolle zakenvrouw, vergaarde aanzienlijke rijkdom en was bekend als een weldoener voor de Karmelieten.
Ze staat tevens bekend als een controversieel figuur. Zo zou ze een prostituee geweest zijn voor de hogere klasse en stond ze bekend om haar wreedheid, onder andere richting slaven.
Caterina Vitale overleed in 1619 in Syracuse. Haar lichaam werd naar Valletta overgebracht en begraven in de Karmelietenkerk. Aan weerszijden van de ingang van deze kerk bevinden zich haar grafsteen en die van Caterina Scappi, de oprichtster van het eerste vrouwenziekenhuis op Malta.
Na haar overlijden schonk ze een deel van haar bezittingen, waaronder het Selmunpaleis, aan de Monte della Redenzione degli Schiavi, een organisatie die zich inzette voor de bevrijding van Maltezers in de slavernij. Ze liet ook legaten na aan de Orde van Malta, haar nichtje, de Karmelieten en de Griekse Kerk.